# タイポグリセミア
タイポグリセミア（Typoglycemia）は、文章中のいくつかの単語で最初と最後の文字以外の順番が入れ替わっても正しく読めてしまう現象である。この現象は、狭義には2003年9月にインターネット上に出回った都市伝説/インターネット・ミームであり、ケンブリッジ大学でこのような研究が行われたことはない。誤植を意味する"typographical error"のtypoと低血糖症を意味する"Hypoglycemia"という言葉のかばん語である。タイポグリセミア文の読み辛さには個人差がある。
2003年9月に投稿されたこのような文章の例は、次のようなものである。
Aoccdrnig to a rscheearch at Cmabrigde Uinervtisy, it deosn't mttaer in waht oredr the ltteers in a wrod are, the olny iprmoetnt tihng is taht the frist and lsat ltteer be at the rghit pclae. The rset can be a toatl mses and you can sitll raed it wouthit porbelm. Tihs is bcuseae the huamn mnid deos not raed ervey lteter by istlef, but the wrod as a wlohe.
—Matt Davis, MRC Cognition and Brain Sciences、"Reading jumbled texts"
これらの電子メールは、1999年にノッティンガム大学のグラハム・ローリンソンがニュー・サイエンティスト誌に投稿し、1976年の博士論文のテーマを論じたレターか、単語内の内側と外側の文字の相対的な影響を研究したトーマス・R・ジョーダンのグループの研究に着想を得たものと見られ、ケンブリッジ大学認知脳科学研究ユニット研究員のマット・デイヴィスは実際にこのメールの文面を科学的に検証してその由来である可能性を指摘し、このミームには真実である要素と専門家からすれば不正確であるとわかる部分があると述べている。
中尾清月堂やコペル英会話教室がタイポグリセミアを使った広告を出した事がある。
屋外広告など広告制作を手がける太陽巧芸社も秋葉原駅前交差点の消火栓の看板に付随した看板広告としてタイポグリセミアを利用した広告を行い、複数のメディアで話題となった。